# Chiesa di San Giovanni Battista (Lavizzara)
La chiesa parrocchiale di San Giovanni Battista, a Mogno, frazione del comune di Lavizzara, è un edificio religioso progettato dall'architetto Mario Botta e realizzata negli anni 1990, in sostituzione dell'edificio precedente edificato nel 1636 e distrutto da una valanga nel 1986.

## Descrizione

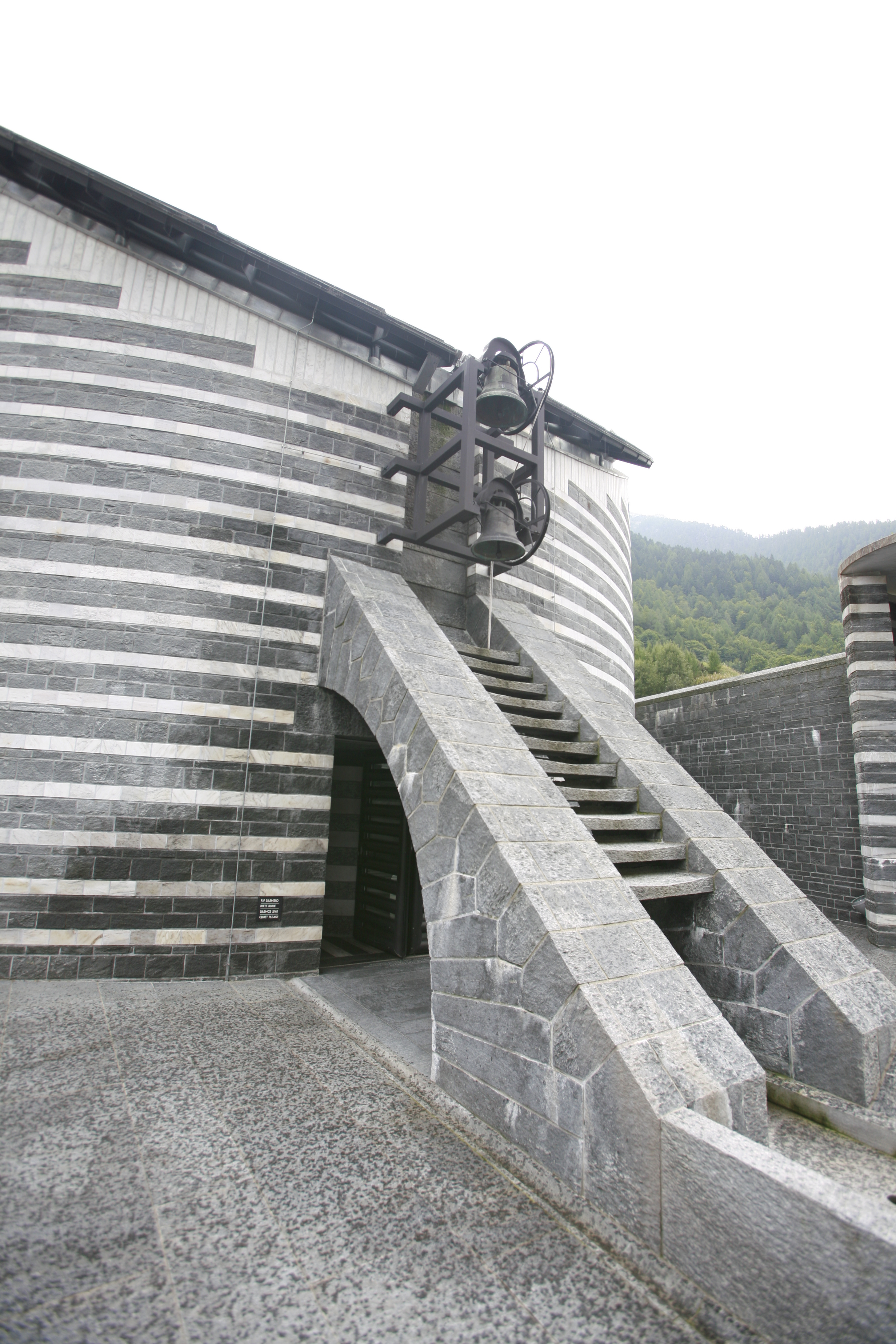
Chiesa di San Giovanni Battista: le campane

### Esterno
La chiesa si basa su una struttura con pianta ellittica, un cilindro di pietra, "tagliata" da una superficie di vetro inclinata che funge da copertura. Dall'esterno si assiste ad una "pianificazione" di una forma monolitica, la struttura geometrica del cilindro, che dialoga a stretto contatto col paesaggio, attorno a cui si sviluppa una piazza ellittica dove la chiesa rappresenta un fuoco.
Il materiale costruttivo è la pietra con accostamenti di finiture, trame e trattamenti della pietra, elemento chiave sia dell'economia che delle tecniche costruttive del luogo. Rispetto ad un piano longitudinale si può notare come l'elemento più significativo sia l'arco rampante, che, secondo la volontà del progettista, simboleggia l'arco dell'antica chiesa che ha protetto parte del paese di Mogno dalla valanga del 25 aprile 1986.
L'allestimento interno è molto semplice, composto esclusivamente da due file di panche di legno disposte in asse rispetto all'altare: l'altare, di marmo bianco, è composto esclusivamente da due blocchi che formano l'alzata e il piano. Sul lato sinistro è presente una statua della Madonna posta su di una zanca in acciaio (che richiama alcuni allestimenti museografici di Carlo Scarpa a Verona nel Museo di Castelvecchio) e sotto una fonte battesimale monolitica in marmo chiaro. Nelle due pareti laterali sono presenti due nicchie "scavate" nella muratura massiccia del perimetro, dove sono poste due panche per parte. Gli elementi lapidei sono disposti con alternanza fra i conci bianchi e neri in marmo di Peccia e granito di Riveo.
www.chiesadimogno.ch